# Constellation Records (US-amerikanisches Label)
Constellation Records war ein US-amerikanisches Musiklabel der 1960er Jahre.
Constellation Records wurde im August 1963 von Bill Sheppard, Ewart Abner und Art Sheridan in Chicago gegründet. Abner war zuvor als Chef von Vee-Jay Records gefeuert worden; Art Sheridan war Anfang der 1950er Jahre Besitzer des Labels Chance Records gewesen. Constellation hatte seine Geschäftsräume in 1421 South Michigan Avenue und veröffentlichte Rhythm-and-Blues- und Gospel-Musik. Das Label war ein Subunternehmen der Dart Record Sales Corporation, das Abner 1962 gegründet hatte. Auf dem kurzlebigen Label erschienen Aufnahmen von Gene Chandler, Lee Dorsey, Wilbert Harrison, The Freedoms, Bobby Miller, Dee Clark, Holy Maxwell, Nolan Chance und Clara Ward, ferner Wiederveröffentlichungen auf LP des Chance-Labels, wie von The Moonglows.
Ende 1965 ging Abner erneut eine Geschäftsverbindung mit den Brackens, den Eigentümern von Vee-Jay ein; 1966 endeten die Aktivitäten von Constellation. Abner wechselte zum Detroiter Motown Records; Sheppard gründete darauf sein eigenes Label Bunky Records.
Das Label ist weder mit dem kanadischen Label Constellation Records noch mit dem Label gleichen Namens von Dick Griffey, das in den 1980er Jahren bestand, zu verwechseln.

## Lexikalischer Eintrag
- Colin Larkin: The Encyclopedia of Popular Music, Volume 1 (2006)